# سالفاتوري موناكو
سالفاتوري موناكو (بالإيطالية: Salvatore Monaco) (15 أغسطس 1992 بنابولي في إيطاليا - ) هو لاعب كرة قدم إيطالي في مركز الدفاع. لعب مع نادي أريتسو.

## وصلات خارجية
- سالفاتوري موناكو على موقع قاعدة بيانات كرة القدم.إي يو (الإنجليزية)
- سالفاتوري موناكو على موقع Soccerbase.com (لاعب) (الإنجليزية)
- سالفاتوري موناكو على موقع Soccerway.com (الإنجليزية)
- سالفاتوري موناكو على موقع عالم كرة القدم.نت (الإنجليزية)